# بیسموت ساب کربنات

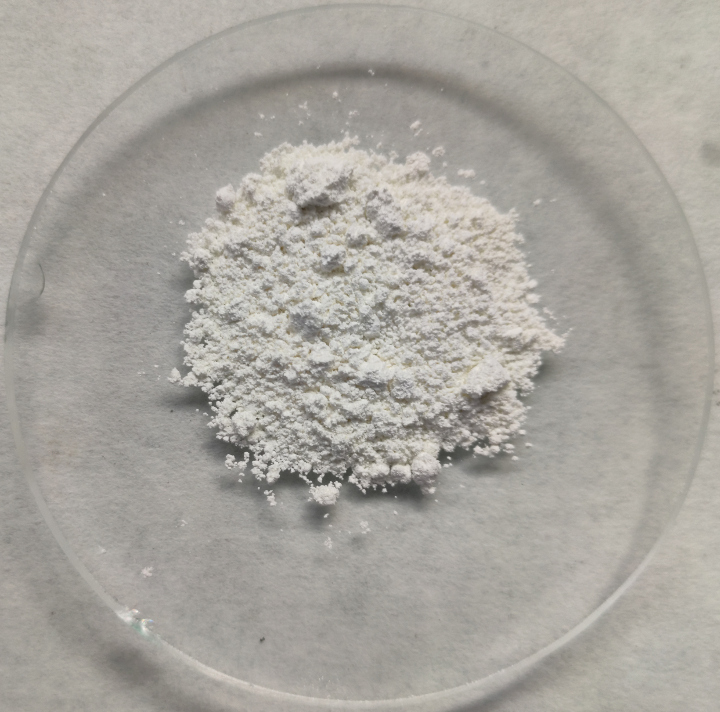
شکل ظاهری بیسموت ساب کربنات

بیسموت ساب کربنات (به انگلیسی: Bismuth subcarbonate) با فرمول شیمیایی Bi۲O۲(CO۳) یک ترکیب شیمیایی با شناسه پاب‌کم ۱۶۶۸۳۰۹۵ است. که جرم مولی آن 509.9685 g/mol می‌باشد. 